# Línea 1 (EMTUSA Gijón)
La línea 1 de la empresa municipal de transporte público EMTUSA de Gijón, Asturias es la principal línea de la ciudad en número de viajeros. Se identifica con el color azul.

## Historia
La línea apareció en 1997 tras unificarse 3 líneas: la 11, 17 y 19.

## Pasajeros
En 2019 la línea transportó a 3.328.587 pasajeros, lo que la convierte en la línea más usada de la ciudad por delante de las líneas 12, 15 y 10.

## Recorrido
Discurre desde el punto más occidental del casco urbano, en el barrio de La Calzada, hasta el punto más oriental del mismo, el Hospital de Cabueñes.
Las calles que atraviesa, sentido oeste este, son:
| Línea 1 El Cerrilleru - Hospital de Cabueñes | Línea 1 El Cerrilleru - Hospital de Cabueñes | Línea 1 El Cerrilleru - Hospital de Cabueñes               |
| Barrio                                       | Calle                                        | Características                                            |
| -------------------------------------------- | -------------------------------------------- | ---------------------------------------------------------- |
| La Calzada                                   | Camino del Rubín                             | Es la cabecera de la línea                                 |
| La Calzada                                   | Gran Capitán                                 | Cuenta con carril bus                                      |
| La Calzada                                   | Brasil                                       | Cuenta con carril bus                                      |
| La Calzada                                   | Avd. del Príncipe de Asturias                |                                                            |
| Natahoyo                                     | Avenida de Galicia                           |                                                            |
| Natahoyo                                     | Dos de Mayo                                  |                                                            |
| Moreda                                       | Avd. José Manuel Palacio                     |                                                            |
| El Centro                                    | Marqués de San Esteban                       |                                                            |
| El Centro                                    | Pedro Duro                                   |                                                            |
| El Centro                                    | Palacio Valdés                               | Aquí se encuentra El Humedal, principal parada de la línea |
| El Centro                                    | Avenida de la Costa                          | Carril bus en el tramo final, en Begoña                    |
| El Centro                                    | 17 de agosto                                 |                                                            |
| Ceares                                       | Avenida de Pablo Iglesias                    | Carril bus                                                 |
| El Coto                                      | Avenida de Pablo Iglesias                    | Carril bus                                                 |
| El Bibio                                     | Carretera de Villaviciosa                    |                                                            |
| Somió                                        | Avd. Jardín Botánico                         |                                                            |
| Somió                                        | Luis Moya Blanco                             |                                                            |
| Somió                                        | Los Prados                                   | Finalización de la línea en el Hospital de Cabueñes        |

## Flota
La línea es operada por autobuses articulados híbridos. En algunos casos puntuales de modelo estandar o de diesel. A finales de 2024, EMTUSA renovó los autobuses de la linea añadiendo 5 autobuses articulados de la marca Mercedes Citaro Hibrid. Son en total 7 autobuses híbridos los que operan la línea. 